# Dörentrup
Dörentrup est une commune de Rhénanie-du-Nord-Westphalie (Allemagne), située dans l'arrondissement de Lippe, dans le district de Detmold, dans le Landschaftsverband de Westphalie-Lippe.

## Jumelage
- Bayerisch Eisenstein (Allemagne) depuis 1986

## Quartiers
| Quartier       | Superficie km2 | Habitants (31 décembre 2000) | Quartiers de Dörentrup |
| -------------- | -------------- | ---------------------------- | ---------------------- |
| Bega           | 6,76           | 1 392                        | Quartiers de Dörentrup |
| Hillentrup     | 13,26          | 3 574                        | Quartiers de Dörentrup |
| Humfeld        | 7,96           | 1 806                        | Quartiers de Dörentrup |
| Schwelentrup   | 12,46          | 1 638                        | Quartiers de Dörentrup |
| Wendlinghausen | 9,35           | 938                          | Quartiers de Dörentrup |